# Scotty’s Junction

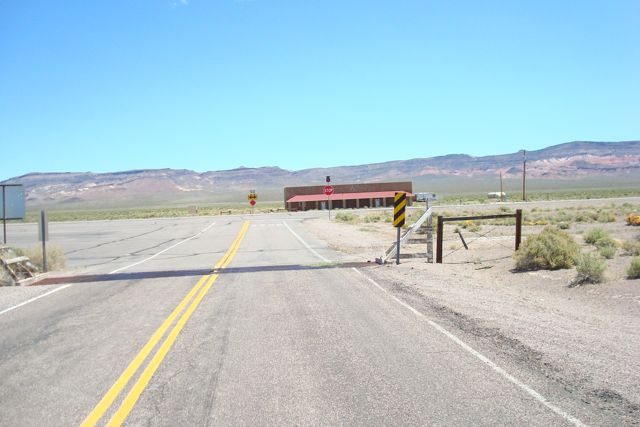
Scotty’s Junction vom NV 267 aus

Scotty’s Junction ist eine Siedlung im Nye County im US-Bundesstaat Nevada.

## Lage
Scotty’s Junction – ebenso wie Scotty’s Castle im Death-Valley-Nationalpark nach Walter E. Scott benannt – liegt an der Einmündung der State Route 267 in den U.S. Highway 95 36 Meilen (58 Kilometer) nördlich von Beatty und 16 Meilen (26 Kilometer) südlich von Lida Junction. Die Siedlung liegt in der Sarcobatus Flat auf 1239 Meter (4,065 ft) unweit westlich der Nellis Range.

## Bevölkerung
Die Ansiedlung, welche sich über rund 1,5 Kilometer entlang des Highways 95 entlangzieht, beherbergt derzeit 11 Einwohner. Ein Großteil der Bewohner war in der im Nye County erlaubten Prostitution beschäftigt, das Bordell Shady Lady Ranch stellte etwa die Hälfte der Einwohner. Daneben gibt es in Scotty’s Junction eine derzeit geschlossene Raststätte und einen Campingplatz, die hier gelegene Tankstelle brannte ab. Das Bordell wurde im Dezember 2014 geschlossen.

## Geschichte
Der Ort entstand als Stopp der kurzlebigen Bullfrog Goldfield Railroad, die in der Sarcobatus Flat die Bonnie Claire Minen und die etwa 7 Meilen (11 Kilometer) südlich gelegene Stadt Bonnie Claire verband. Die Tonopah-and-Tidewater-Railroad erwarb diese Gesellschaft, die Baustoffe zur Errichtung von Scotty’s Castle wurden vom damals noch Bonnie Claire Depot genannten Bahnhof in den Grapevine Canyon transportiert. Beim Rückbau der Bahnstrecke wurden die Schwellen ebenfalls zum Scotty’s Castle gebracht und dort als Feuerholz verwendet.
Am 1. August 1999 befand sich 11 Kilometer nördlich das Epizentrum eines Erdbebens der Stärke 5,6.
Der Timbisha Shoshone Homeland Act von 2000 garantiert die Übertragung einer Fläche von 11 km² (2800 Acres) nahe Scotty’s Junction und von Wasserrechten auf rund 460.000 m³ an die Timbisha.